# Jim Harbaugh
James Joseph „Jim“ Harbaugh (* 23. Dezember 1963 in Toledo, Ohio) ist ein ehemaliger US-amerikanischer American-Football-Spieler und heute Head Coach der Los Angeles Chargers. Er spielte Quarterback in der National Football League (NFL) unter anderem bei den Chicago Bears und den Indianapolis Colts. Von 2011 bis 2014 war er Head Coach der San Francisco 49ers, mit welchen er Super Bowl XLVII erreichte.

## Jugend
Jim Harbaugh ist der Sohn von Jack Harbaugh, eines ehemaligen College-Football-Trainers, und der jüngere Bruder von John Harbaugh. Er besuchte in Ann Arbor, Michigan, die Highschool, da sein Vater Assistenztrainer an der University of Michigan war. Bereits an der Highschool spielte er American Football. Im Jahr 1980 zog er mit seiner Familie nach Palo Alto und machte an einer dortigen Schule im Jahr 1982 seinen Schulabschluss.

## Spielerlaufbahn

### College
Jim Harbaugh studierte von 1983 bis 1986 an der University of Michigan und spielte dort Quarterback für die Michigan Wolverines. Im Jahr 1984 wurde er als Starter auf seiner Position eingesetzt, brach sich aber vor Ende der Saison einen Arm. In der Spielrunde 1985 führte er seine Mannschaft in den Fiesta Bowl. Das Spiel gegen die University of Nebraska wurde mit 27:23 gewonnen, was Michigan zum zweitbesten Team des Landes machte. Im folgenden Jahr gewann Harbaugh mit seiner Mannschaft zehn von zwölf Spielen. Allerdings ging der anschließende Rose Bowl gegen die Arizona State University mit 22:15 verloren. Harbaugh wurde nach der Spielrunde zum All American und zum Big Ten Conference Player of the Year gewählt. Bei der Wahl zur Heisman Trophy belegte er den dritten Platz. Während seiner Studienzeit warf er 31 Touchdownpässe bei 22 Interceptions. Zwölf Touchdowns konnte er selbst erlaufen. Sein Quarterback Rating von 145,6 war zwölf Jahre lang Rekord in der National Collegiate Athletic Association (NCAA).

### NFL

#### Chicago Bears
Jim Harbaugh wurde im Jahr 1987 von den Chicago Bears in der ersten Runde an 26. Stelle der NFL Draft ausgewählt. Er wurde vom Head Coach Mike Ditka als zweiter Ersatzspieler hinter dem Stammquarterback der Bears, Jim McMahon, und dessen Vertreter, Mike Tomczak, eingesetzt. Erst ab der Saison 1990 konnte er sich gegen Tomczak als Starter bei der Mannschaft aus Chicago durchsetzen. Sein Team gewann in der Regular Season elf von 16 Spielen und zog damit in die Play-offs ein. Harbaugh kam in den folgenden Play-off-Spielen der Bears allerdings nicht zum Einsatz. In der folgenden Saison gelang es Harbaugh erneut seine Mannschaft in die Play-offs zu führen. Das anschließende Wildcard-Play-off-Spiel gegen die Dallas Cowboys ging allerdings mit 17:13 verloren.

#### Indianapolis Colts
Nach der Saison 1993 wechselte Harbaugh zu den von Ted Marchibroda trainierten Indianapolis Colts. Bedingt durch eine Verletzung konnte Harbaugh die Saison 1994 nicht vollständig bestreiten. Dennoch wurde die Saison 1995 seine beste Spielzeit. Mit einer Bilanz von neun Siegen und sieben Niederlagen konnten sich die Colts knapp für die Play-offs qualifizieren. Harbaugh, der schon während der laufenden Saison hervorragend spielte und mit 100,7 das beste Quarterback Rating aller NFL-Quarterbacks hatte, gelang es mit dem Team aus Indianapolis im Wild-Card-Play-off-Spiel die San Diego Chargers mit 35:20 zu schlagen. Harbaugh warf dabei zwei Touchdownpässe. Der 10:6-Sieg im Divisional-Play-off-Spiel gegen die Kansas City Chiefs bedeutete den Einzug in das AFC Championship Game gegen die favorisierten Pittsburgh Steelers, die von Bill Cowher trainiert wurden. Harbaugh und seinen Mitspielern gelang es das Spiel über lange Zeit hinweg ausgeglichen zu gestalten. Die Colts lagen bis 94 Sekunden vor Spielende mit 16:13 in Führung, mussten sich aber letztendlich doch den von Neil O’Donnell angeführten Steelers knapp mit 20:16 geschlagen geben. Das Spiel ging als Harbaugh's Near Miracle in die NFL-Geschichte ein. Die Karriere von Harbaugh war auch nach der Saison 1995 durch Verletzungen geprägt. 1996 und 1997 musste er zeitweise durch Paul Justin ersetzt werden.

#### Weitere NFL-Teams
Nach der Saison 1997 wurde er von den Colts an die Baltimore Ravens abgegeben, da man beabsichtigte Peyton Manning an die Mannschaft zu binden. Harbaugh gelang es nicht, den Ravens zu Erfolg zu verhelfen, und er wechselte nach nur einem Spieljahr zu den San Diego Chargers. Auch seine Spielzeit in San Diego blieb erfolglos. Im Jahr 2001 stand er bei den Detroit Lions und den Carolina Panthers unter Vertrag. Er wurde aber nicht mehr in einen der Kader berufen und beendete nach diesem Jahr seine Laufbahn.

## Trainerlaufbahn

### Assistenztrainerkarriere
Bereits während seiner Spielerlaufbahn war Jim Harbaugh ehrenamtlich als Assistenztrainer an der Western Kentucky University tätig. Im Jahr 2002 wurde er von Al Davis als Quarterback Trainer der Oakland Raiders verpflichtet. Er betreute dort unter anderem Rich Gannon. Die Raiders konnten in seiner ersten Saison zwölf Spiele gewinnen und schlugen im Divisional-Play-off-Spiel die New York Jets mit 30:10. Im folgenden AFC Championship Game trafen die Raiders auf die von Jeff Fisher betreuten Tennessee Titans. Gannon zeigte ein sehr gutes Spiel und warf drei Touchdownpässe, womit er entscheidend zum 41:24-Sieg seiner Mannschaft beitrug. Diese Leistung konnte Gannon im Super Bowl nicht wiederholen. Im Super Bowl XXXVII warf er fünf Interceptions und ermöglichte so den Tampa Bay Buccaneers von Trainer Jon Gruden einen ungefährdeten 48:21-Sieg.

### Trainerkarriere

#### University of San Diego
Jim Harbaugh übernahm im Jahr 2004 die Trainerstelle bei den San Diego Toreros, der Mannschaft der University of San Diego. In den Spielrunden 2005 und 2006 konnte er sein Team zu jeweils elf Siegen führen, was in beiden Jahren den Gewinn der Ligameisterschaft bedeutete.

#### Stanford University
2007 wechselte er als Cheftrainer an die Stanford University. Mit den Cardinal zog er 2009 in den Sun Bowl ein. Sein Team unterlag dort der University of Oklahoma knapp mit 31:27. Sein Runningback Toby Gerhart wurde nach der Saison Zweiter bei der Wahl zur Heisman Trophy. Die Saison 2010 brachte den Cardinals elf Siege bei einer Niederlage. Im Orange Bowl stand ihnen die Mannschaft der Virginia Polytechnic Institute and State University gegenüber, die mit 40:12 deutlich besiegt wurden. Andrew Luck, Quarterback der Mannschaft aus Stanford, wurde nach dem Spiel zum Most Valuable Player (MVP) ernannt. Er hatte in dem Spiel vier Touchdowns geworfen.

#### San Francisco 49ers
Bereits im Jahr 2009 waren die New York Jets an einer Verpflichtung von Harbaugh als Head Coach interessiert, nahmen aber letztlich davon Abstand. Kurz vor Saisonende 2010 hatten die San Francisco 49ers ihren Cheftrainer Mike Singletary entlassen, sie ersetzten ihn danach durch Jim Harbaugh. Innerhalb kürzester Zeit konnte dieser die bis dahin erfolglosen 49ers um Runningback Frank Gore und Linebacker Patrick Willis zu einem Spitzenteam formen. Mit Alex Smith und Colin Kaepernick standen ihm dazu zwei junge Spielmacher zur Verfügung und mit David Akers konnte das Team aus San Francisco einen der besten Kicker der NFL verpflichten. Den 13 Siegen in der Saison 2011 standen drei Niederlagen gegenüber. Gegner im Divisional-Play-off-Spiel waren die New Orleans Saints, die den 49ers mit 36:32 unterlagen. Letztlich musste sich das Team aus Kalifornien dem späteren Super Bowl Gewinner New York Giants in Overtime mit 20:17 im NFC Championship Game geschlagen geben.
Harbaugh konnte auch im Jahr 2012 seine Mannschaft in die Play-offs führen. Nach elf Siegen in der Regular Season stand die Mannschaft aus San Francisco im Divisional-Play-off-Spiel den Green Bay Packers gegenüber. Das Team um Trainer Mike McCarthy und Quarterback Aaron Rodgers unterlag den 49ers mit 45:31. Damit qualifizierten sich die 49ers erneut für das NFC Championship Game und gewannen gegen die von Mike Smith betreuten Atlanta Falcons 28:24. Im Super Bowl XLVII unterlag Jim Harbaugh mit seinen 49ers den Baltimore Ravens, dem Team seines Bruders John Harbaugh, mit 34:31. Nach einer enttäuschenden Saison 2014 trennten sich die 49ers von Jim Harbaugh. Gründe für die Trennung waren Meinungsverschiedenheiten mit dem Management. Harbaugh war in San Francisco sehr erfolgreich, konnte eine Bilanz von 49 Siegen, 22 Niederlagen und einem Unentschieden (inklusive Play-offs) sowie das Erreichen von zwei NFC Championship Games und eines Super Bowls vorweisen.

## Außerhalb des Spielfelds
Jim Harbaugh ist verheiratet und hat drei Kinder. Er lebt in Palo Alto und ist Mitinhaber von Panther Racing, eines Rennstalls aus der IndyCar Series. Sein Bruder John Harbaugh ist der Head Coach der Baltimore Ravens.

## Ehrungen
Jim Harbaugh spielte einmal im Pro Bowl und wurde einmal zum All-Pro gewählt. Im Jahr 1995 wurde er zum NFL Comeback Player of the Year und zum AFC Player of the Year gewählt. Im Jahr 1998 gewann er die Quarterback Challenge und im Jahr 2011 erfolgte die Wahl zum NFL Coach of the Year. 2011 erfolgte zudem die Aufnahme in den Indianapolis Colts Ring of Honor.